# Moltkia petraea

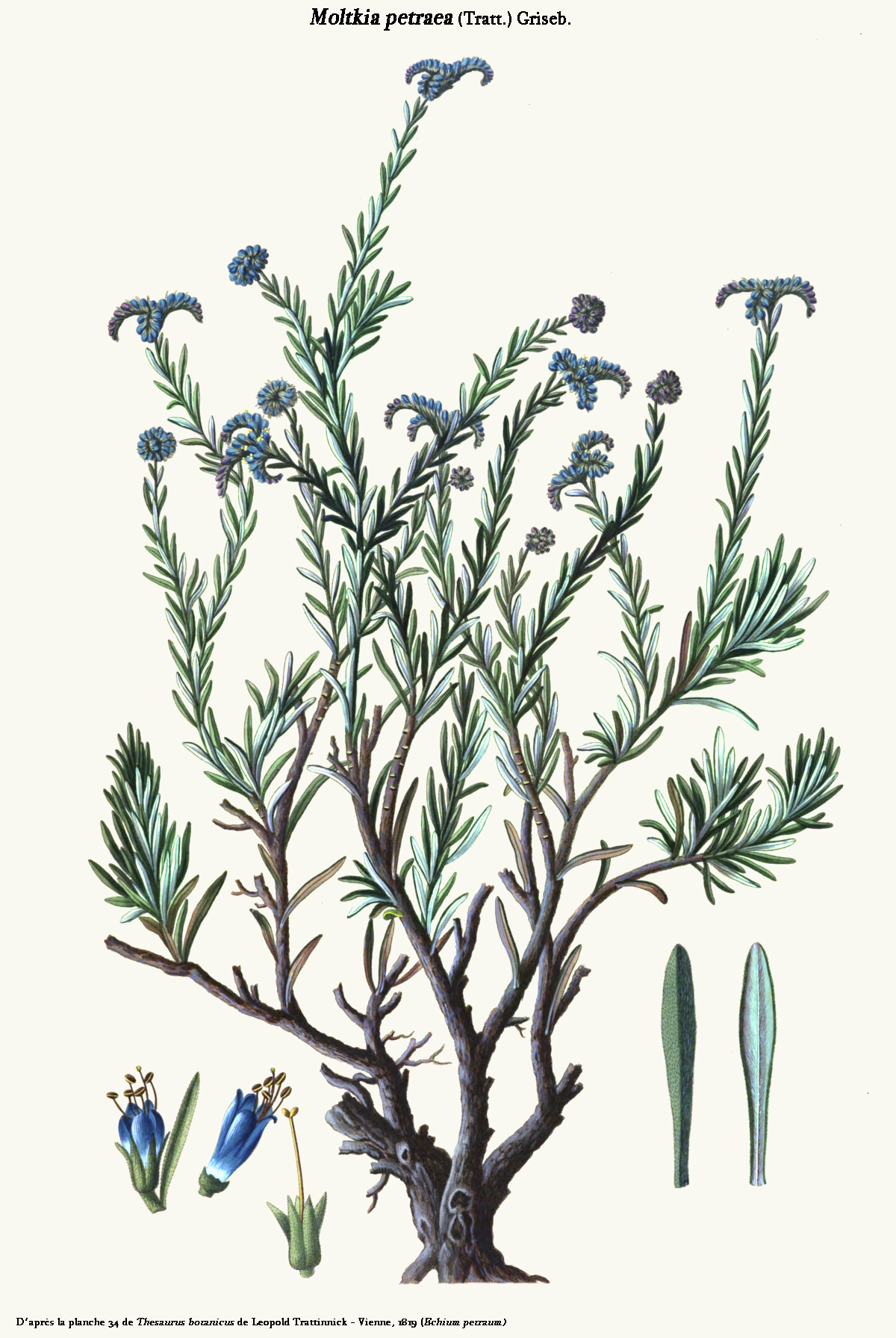
Illustration

Moltkia petraea oder die Felsen-Moltkie, Stein-Moltkie, Steinliebende Moltkie, ist eine Pflanzenart in der Familie der Raublattgewächse aus dem Balkan, Albanien, Griechenland und aus dem ehemaligen Jugoslawien.

## Beschreibung
Moltkia petraea wächst als immergrüner, rasen-, kissenbildender Halbstrauch bis etwa 20–40 Zentimeter hoch. Die Zweige und Stängel sind weißlich behaart.
Die einfachen und sitzenden Laubblätter sind wechselständig. Sie sind ledrig, verkehrt-eilanzettlich, ganzrandig und spitz bis stumpf, bis 5 Zentimeter lang, unterseits dicht weißlich und oberseits leicht behaart. Der Blattrand ist oft leicht umgebogen.
Es werden endständige, kurze und zymöse, wickelige, einseitswendige, dichte Blütenstände gebildet. Die anfangs rötlichen später blauen bis blau-violetten, kurz gestielten, fünfzähligen Blüten mit doppelter Blütenhülle sind zwittrig. Der kleine Kelch ist außen fein behaart und kurz verwachsen mit länglichen, schmalen Zipfeln. Die kahle, etwa 8 Millimeter lange Krone ist schmal trichterförmig mit kurzen Lappen. Es sind fünf lange Staubblätter ausgebildet. Der vierkammerige, -lappige Fruchtknoten ist oberständig, mit langem, schlankem Griffel. Es ist ein Diskus vorhanden.
Es werden vierteilige Spaltfrüchte im beständigen Kelch gebildet. Die spitzen, hellbraunen und glatten Teilfrüchte sind einsamig.